# 斯巴達鎮區 (密歇根州)
斯巴達鎮區（英語：Sparta Township）是位於美國密歇根州肯特縣的一個行政鎮區。

## 地方資料
斯巴達鎮區的面積為94.48平方千米，當中陸地面積為94.35平方千米，而水域面積為0.13平方千米。根據2020年美國人口普查的數據，當地共有人口9395人，而人口密度為每平方千米99.44人。